# Lucio Venuleyo Aproniano Octavio Prisco (cónsul 168)
Lucio Venuleyo Aproniano Octavio Prisco (en latín: Lucius Venuleius Apronianus Octavius Priscus) fue un senador romano que vivió en el siglo II y desarrolló su cursus honorum bajo los emperadores Adriano, Antonino Pío, y Marco Aurelio. 

## Orígenes y familia
Prisco y la gens Venuleya tienen sus orígenes en la ciudad de Pisa; no solo se encontraron ambas inscripciones fragmentarias -una perdida- para definir su carrera en esa ciudad, también una tubería de plomo estampada con su nombre prueba que era dueño de una propiedad en la ciudad. Su padre fue Lucio Venuleyo Aproniano Octavio Prisco cónsul ordinario en el año 123.

## Carrera política
El profesor Géza Alföldy afirma sin vacilar que Prisco era patricio, lo que se apoya en los pasos de su cursus honorum: Prisco inició su carrera como uno de los tresviri monetalis, el más prestigioso de las cuatro colegios que componían el vigintivirato y cuyo nombramiento se otorgaba normalmente a patricios o a personas favorecidas por el emperador. Su servicio como prefecto de la feriae Latinae precedió a su mandato como cuestor, posiblemente vinculado al emperador Adriano. Prisco luego alcanzó el cargo de pretor alrededor de 142; no se menciona ninguna magistratura intermediaria como tribuno de la plebe o edil, lo que respalda la afirmación de Alföldy de que Prisco era un patricio. Sin embargo, es inusual para un patricio de mediados del siglo II que fuera comisionado legatus o comandante de la Legio I Italica hacia 143-144, pero, a cambio, inmediatamente fue nombrado cónsul sufecto alrededor del año 144.
Entre su primer y segundo consulados, Prisco fue gobernador de la provincia imperial de Hispania Tarraconensis y, probablemente, fue admitido en el colegio de augures, nombramiento que solía recibirse después de conseguir las fasces. Su pertenencia a los sodales Hadrianales y sodales Antoniani Veriani, dos sacerdocios de reducido prestigio, pero ligados al culto imperial, probablemente databa de años antes; finalmente fue nombrado cónsul ordinario en el año 168 junto a Lucio Sergio Paulo, y después de eso nada más se sabe sobre su vida.